# 维尼 (瓦兹河谷省)
维尼（法語：Vigny，法語發音：[viɲi] ⓘ）是法国法兰西岛大区瓦兹河谷省的一个市镇，属于蓬图瓦兹区。

## 地理
维尼（49°4'40"N, 1°55'42"E）面积6.56 平方千米，位于法国法蘭西島大區瓦兹河谷省，该省份为法国北部内陆省份，北起瓦兹省，西接厄尔省，南至塞纳-圣但尼省、上塞纳省和伊夫林省，东临塞纳-马恩省。
与维尼接壤的市镇（或旧市镇、城区）包括：于斯、隆盖斯、阿布莱日、泰梅里库尔。

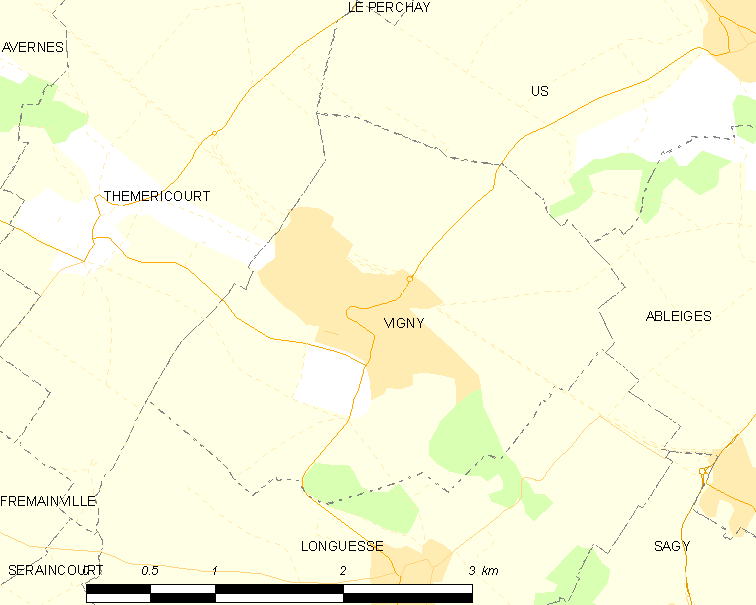
的OSM定位图

维尼的时区为UTC+01:00、UTC+02:00（夏令时）。

## 行政
维尼的邮政编码为95450，INSEE市镇编码为95658。

## 政治
维尼所属的省级选区为沃雷阿勒县。

## 人口

1962-2008年间人口变化图示

维尼于2022年1月1日时的人口数量为1132人。